# Гумарках
Гумарках, Gumarcaj, Cumarcaj, на языке киче — Q'ümä'rkä'aj — археологический памятник в департаменте Эль-Киче, Гватемала. До прихода испанцев в 1524 был известен под ацтекским названием Утатлан (Utatlán).

## История
Гумарках был столицей постклассического государства Киче, возникшего после крушения цивилизации майя. Руины Гумаркаха находятся невдалеке от современного города Санта-Крус-дель-Киче.
Гумарках был основан в начале 15 в. н. э., и носил в основном оборонительную функцию, поскольку в те годы на земле Гватемалы велись постоянные войны между мелкими государствами. Город находился на вершине холма и был окружён оврагами.
Конкистадоры захватили город в 1524 году. По приказу Педро де Альварадо город был сожжён вместе с его знатью.
К тому времени Альварадо вместе со своими союзниками из местных народов уже разгромил основную армию Киче, которую возглавлял Текун Уман, выходец из царской семьи Киче, носивший титул «nim rajpop achijaab'» («великий предводитель воинов»), в битве на окраине города Кетцальтенанго. Согласно летописям, Альварадо якобы лично убил Текум Умана.
Камни из строений Гумаркаха были использованы для сооружения нового города Санта-Крус-дель-Киче; руины продолжали служить источником строительных материалов до конца XIX века, что привело к существенному повреждению и разрушению останков прежнего города.

## Современное состояние
Руины были хорошо документированы уже в колониальный период. В 1834 г. Мигель Ривера-и-Маэстре написал о них отчёт правительству Гватемалы. В 1840 г. руины посетил писатель-путешественник Джон Ллойд Стивенс. Более детальный план руин составил в 1887 г. Альфред Модсли. Археологические раскопки производились в 1950-е и 1970-е годы.
Гумарках открыт для посещения туристами, но пока что плохо отреставрирован. В Гумаркахе имеются несколько пирамид-храмов, остатки дворцов (в основном превратившиеся в заросшие холмы) и стадион для игры в мяч. Кроме того, на окраине города обнаружены 3 пещеры, выбитые прямо в известняке. Первая и наиболее крупная пещера имеет длину 30 метров, внутри в скалистой породе вырезаны несколько алтарей.
Некоторые современные киче, хотя формально исповедуют католицизм, до сих пор зажигают свечи и благовония на руинах храмов в Гумаркахе.

## Правители (ахпопы) Гумаркаха
- Балам-Кице (B’alam Kitze) (ок. 1225—1250)
- Кокоха (K’ok’oja) (ок. 1250—1275)
- Э, Цикин (E, Tz’ikin) (ок. 1275—1300)
- Ахкан (Ajkan) (ок. 1300—1325)
- Кокаиб (K’okaib') (ок. 1325—1350)
- Коначе (K’onache) (ок. 1350—1375)
- Котуха (K’otuja) (ок. 1375—1400)
- Куккумац (Quq’kumatz) (ок. 1400—1435)
- Кикаб (K’iq’ab') (ок. 1435—1475)
- Вахшаки-Каам (Vahxak’i Kaam) (ок. 1475—1500)
- Ошиб-Кех (Oxib Keh) (ок. 1500—1524)